# Guldlaxartade fiskar
Guldlaxartade fiskar (Argentiniformes) är en ordning av fiskar. Guldlaxartade fiskar ingår i klassen strålfeniga fiskar, fylumet ryggsträngsdjur och riket djur.
Ordningen innehåller bara familjen Argentinidae.